# Eutrichota fanjingensis
Eutrichota fanjingensis este o specie de muște din genul Eutrichota, familia Anthomyiidae, descrisă de Wei în anul 2006. Conform Catalogue of Life specia Eutrichota fanjingensis nu are subspecii cunoscute.